# Виборчий округ 74
Виборчий округ 74 — виборчий округ в Запорізькій області. В сучасному вигляді був утворений 28 квітня 2012 постановою ЦВК №82 (до цього моменту існувала інша система виборчих округів). Окружна виборча комісія цього округу розташовується в будівлі районної адміністрації Запорізької міської ради по Комунарському району за адресою м. Запоріжжя, вул. Чумаченка, 32.
До складу округу входять Комунарський район та частина Олександрівського району (окрім північно-західної частини району) міста Запоріжжя. Виборчий округ 74 межує з округом 76 на заході, з округом 77 на півночі та з округом 82 на сході і на півдні. Виборчий округ №74 складається з виборчих дільниць під номерами 230811, 230814, 230820-230832, 230834-230836, 230862-230913, 230915-230916 та 231128.

## Народні депутати від округу
| Ім'я                         | Фото | Партія               | Скликання | Дата набуття повноважень | Дата припинення повноважень |
| ---------------------------- | ---- | -------------------- | --------- | ------------------------ | --------------------------- |
| Сухий Ярослав Михайлович     |      | Партія регіонів      | 7-ме      | 12 грудня 2012           | 27 листопада 2014           |
| Сабашук Петро Павлович       |      | Блок Петра Порошенка | 8-ме      | 27 листопада 2014        | 29 серпня 2019              |
| Касай Геннадій Олександрович |      | Слуга народу         | 9-те      | 29 серпня 2019           |                             |

## Результати виборів

### Парламентські

#### 2019
Кандидати-мажоритарники:
- Касай Геннадій Олександрович (Слуга народу)
- Чумаченко Ігор Миколайович (Опозиційний блок)
- Матвієнко Павло Дмитрович (Опозиційна платформа — За життя)
- Константинов Олександр Олександрович (Європейська Солідарність)
- Куценко Владислав Ігорович (самовисування)
- Колесников Олексій Ігорович (самовисування)
- Сабашук Петро Павлович (самовисування)
- Кузьмін Віктор Олександрович (самовисування)
- Величко Володимир Анатолійович (самовисування)
- Щербаков Данило Іванович (самовисування)
- Паскевська Юлія Анатоліївна (самовисування)
- Копішинський Юрій Олександрович (Патріот)
- Тиховод Олександр Олександрович (Аграрна партія України)
- Матюшкін Олексій Юрійович (самовисування)
- Погорєлов Владислав Геннадійович (самовисування)

#### 2014
Кандидати-мажоритарники:
- Сабашук Петро Павлович (Блок Петра Порошенка)
- Баранов Валерій Олексійович (самовисування)
- Бабурін Олексій Олексійович (Комуністична партія України)
- Кузьменко Іван Петрович (Опозиційний блок)
- Завгородня Наталія Григорівна (Справедливість)
- Ничипоренко Володимир Валерійович (Правий сектор)
- Крайній Валерій Григорович (самовисування)
- Кузьменко Олег Анатолійович (Радикальна партія)
- Пенчук Інна Леонідівна (Сила людей)
- Литвин Олексій Олексійович (самовисування)
- Фурсенко Микола Олександрович (самовисування)
- Нефьодов Олександр Степанович (самовисування)
- Пазюк Андрій Валерійович (Блок лівих сил України)

#### 2012
Кандидати-мажоритарники:
- Сухий Ярослав Михайлович (Партія регіонів)
- Сабашук Петро Павлович (самовисування)
- Бабурін Олексій Васильович (Комуністична партія України)
- Бережний Андрій Вікторович (Батьківщина)
- Мітасов Микола Іванович (УДАР)
- Сухай Юрій Борисович (самовисування)
- Острянський Віктор Іванович (самовисування)
- Зубков Петро Петрович (самовисування)
- Тіунов Сергій Миколайович (самовисування)
- Мацко Костянтин Євгенович (Україна — Вперед!)
- Дунський Леонід Миколайович (самовисування)

## Явка
Явка виборців на окрузі: